# Саша і Сірожа
«Саша і Сірожа» — творчий дует художника Олексія Хацкевича і музиканта Сергія Міхалка. Поле діяльності колективу досить велике: від телепередач до музики, в основному розважального змісту.
У травні 2020 року Сергій Міхалок повідомив про відродження творчого дуету «Саша і Сірожа», про це він написав у своєму Instagram.

## Біографія
У 1980-х роках Олексій Хацкевич, будучи учнем художньої школи, познайомився з однокласником Сашком і його братом Сергієм з села. Їхні образи були настільки яскравими і нестандартними, що не давали спокою юному художнику.
Року з 1986 ці два реальних придурка жили в коміксах в моєму виконанні. 
 — Олексій Хацкевич[джерело не вказане 4972 дні]
Так і з'явився на думку шанувальників один з найбільш брутальних[ненейтрально] проектів сучасності.
У далекі часи ми малювали комікси, героями яких були двоє реально існували білоруських хлопців Саша і Сірожа – вони вже не селюки, але ще й не городяни. Вони розбираються в музиці, знають, що таке реп і метал, можуть міркувати про серйозні питаннях сучасності. Друзі бродять по Мінську, спілкуються з людьми, потрапляють в різні комічні ситуації. 
 — Сергій Міхалок
Гурт відразу після його заснування отримав позитивну репутацію. Після випуску пісні «Калыханка» в Білорусі стало дуже популярним слово колдырь.
Згідно з легендою, слово придумав Льоша Хацкевич, Хацон, мій друг. Не плутайте колдиря з гопоою урками, і з голеними пацанами з Шабанів. Колдирь живе в кожній людині, незалежно від соціального стану. Не почистив зуби вранці – це колдирь в тобі ожив. Пішов в спортивних штанях в магазин – колдирь. Хочеш кішці ногою піддати, але стримуєшся - переміг в собі колдиря. Чорне альтер его людини - колдирь. Убий в собі колдиря і т.д. Така ідея. Ми зараз її розкручуємо в серії телепрограм, на українському телебаченні скоро підуть. На Білоруському телебаченні ми більше не працюватимемо. Не будемо колдиритися. 
 — Сергій Міхалок[джерело не вказане 4972 дні]
Насправді ж, слово це — калдыр — в білоруській мові старе і означає амбал, телепень.
Саме в процесі створення пісні «Калыханка» і оформився кістяк гурту: до Хацкевича, Міхалка і продюсера Колмикова приєднався Матвій Сабуров (відомий по мінському музичному гурту «Плато»). Матвій став режисером, аніматором і головним по комп'ютерним заморочками[ненейтрально]
Взимку 2003 року в ефірі мінського «Альфа Радіо» з'являються «Оперы для ленивых», випущені в липні 2003 року на компакт-диску компанією «Гранд рекордс». Саша і Сірожа переказували сюжети відомих опер так, як вони розуміють. На цьому етапі до проекту приєднався Віталік Дроздов.
В кінці 2004 року учасники колективу вирішили записати альбом «Ска-ты!». Альбом був випущений компанією «Moon Records», і 10 червня в київському клубі «Бінго» відбулася його концертна презентація.
Гурт «Саша і Сірожа» входить в творче об'єднання «Дети солнца», поряд з гуртами «Ляпис Трубецкой», «Zdob și Zdub», «ТТ-34», «Крамбамбуля», «Мантана», «Merry Poppins», «Пиво вдвоём». Всього в альбом «Ска-ты!» увійшло чотирнадцять пісень, а також відеокліпи на пісні «Калыханка» і «Филя» (в жорсткій версії)[ненейтрально][джерело не вказане 4972 дні]
У 2001–2004 роках виходила телепередача «Калыханка».
З 2003 року ефір передачі «Достань звезду» на «Першому національному каналі» призупинено через низький рейтинг.

## Дискографія
- 2003 - Опера для ленивых
- 2005 - Ска-ты![be]
- 2021 - Хлорка (ТВА)

## Склад
- Сергій Міхалок — вокал
- Олексій Хацкевич — вокал
- Матвій Сабуров — програмування, анімація